# Křemenné sklo
Křemenné sklo je velmi čistý SiO2 ve skelném stavu. Jde o sklo vyrobené z čistého křemene (oxid křemičitý SiO2), od nějž odvozuje svůj název. Oproti běžně používanému sklu, jehož základem je také křemen, ale mimo to obsahuje různé další příměsi (nejčastěji sodík a vápník), má křemenné sklo některé odlišné vlastnosti.
Jeho výroba probíhá tavením nejčistšího SiO2 v elektrické peci při teplotě 2000 °C.

## Vlastnosti
Křemenné sklo má výrazně vyšší teplotu tání (1610 °C) než skla příměsová. Jeho výroba je tak energeticky náročná a to je také hlavním důvodem, proč se při výrobě skla přidávají ke křemeni různé příměsi, které s ním tvoří eutektické směsi a teplota tání se tak snižuje až na teploty kolem 600 °C. Index lomu křemenného skla je 1,544. Různé příměsi index lomu příměsových skel zpravidla zvyšují a ten se pak pohybuje zpravidla mezi hodnotami 1,5 až 2,0.
Křemenné sklo propouští širší spektrum záření než skla příměsová zejména na ultrafialové straně spektra. U příměsových skel zde oproti tomu končí propustnost kolem vlnové délky 400 nm, takže pro UV záření jsou tato skla díky příměsím nepropustná. V infračervené oblasti spektra má čisté křemenné sklo tak nízký útlum, že jím světlo dokáže procházet na vzdálenosti desítek až stovek kilometrů.
Tyto oblasti vlnových délek se nazývají křemenná okna. Křemenné sklo takových oken má několik, nejvýznamnější jsou mezi vlnovými délkami 650 až 750 nm, 850 až 1000 nm a 1300 až 1500 nm. Také chemická stabilita křemenného skla je výrazně vyšší než je tomu u skel příměsových, která zpravidla obsahují chemicky velmi málo stabilní příměsi (sodík, vápník atd.).
Protože výrobně je křemenné sklo kvůli vysoké energetické náročnosti a problémům s vysokou teplotou tání výrazně dražší než skla příměsová, používá se jen tam, kde se dají využít jeho vlastnosti odlišné od běžnějších skel příměsových.
Vysoká teplota tání se využívá u baněk speciálních halogenových žárovek, které pro udržování vlákna využívají fyzikálně chemický proces založený právě na vysoké provozní teplotě baňky. Dále se spolu s vysokou chemickou odolností této vlastnosti využívá v různých chemických aparaturách, které musí odolávat vysokým teplotám a vlivu agresivních chemikálií, a to jak v laboratorních, tak i výrobních procesech (například při výrobě polovodičových součástek).
Propustnosti UV záření křemenného skla se využívá k výrobě baněk ultrafialových výbojek a zářivek a dalších doplňků UV světelných zdrojů, ale například také pro výrobu skleníkových oken tak, aby rostliny ve sklenících mohly přijímat celé přirozené spektrum slunečního světla.
Malého útlumu v infračervených oblastech spektra se využívá při výrobě optických vláken. Křemen se pro tyto účely velmi pečlivě čistí podobnými procesy, jaké se používají pro čištění polovodičů pro výrobu polovodičových součástek. Protože ovšem ultračistý křemen má nízký index lomu a v jádrech optických vláken je potřeba naopak index lomu vysoký, přidává se obvykle při výrobě optických vláken k ultračistému křemennému sklu ultračisté germaniové sklo GeO2, které index lomu posouvá směrem k vyšším hodnotám.
Vysoká teplota měknutí při zachování průhlednosti. Velmi nízký koeficient roztažnosti. Křemenné sklo je schopno odolávat vysokým teplotním šokům. Vysoká propustnost krátkovlnného záření (zasahuje až do UV oblasti). Vysoká izolační schopnost a nízký ztrátový koeficient. Vysoká chemická odolnost vůči vodě, vodným roztokům a kyselinám.

## Využití
Křemenné sklo se využívá v lékařské oblasti a k výrobě žárovek. Dále v laboratořích, optických přístrojích a optických vláknech. Křemenná vlákna, vzhledem ke svým příznivým dielektrickým vlastnostem (malá relativní permitivita a malý ztrátový činitel) jsou používána na kompozitní kryty radarů letadel (radomy). Malý součinitel teplotní roztažnosti způsobuje odolnost křemenného skla proti teplotním rázům. Vedle tkanin a rohoží pro tepelné izolace se křemenná vlákna používají pro desky plošných spojů mobilních telefonů a počítačů (s kyanoesterovými pryskyřicemi). K dispozici jsou také voštiny s křemennými vlákny (“quartz honeycomb”).